# Francesco Hayez

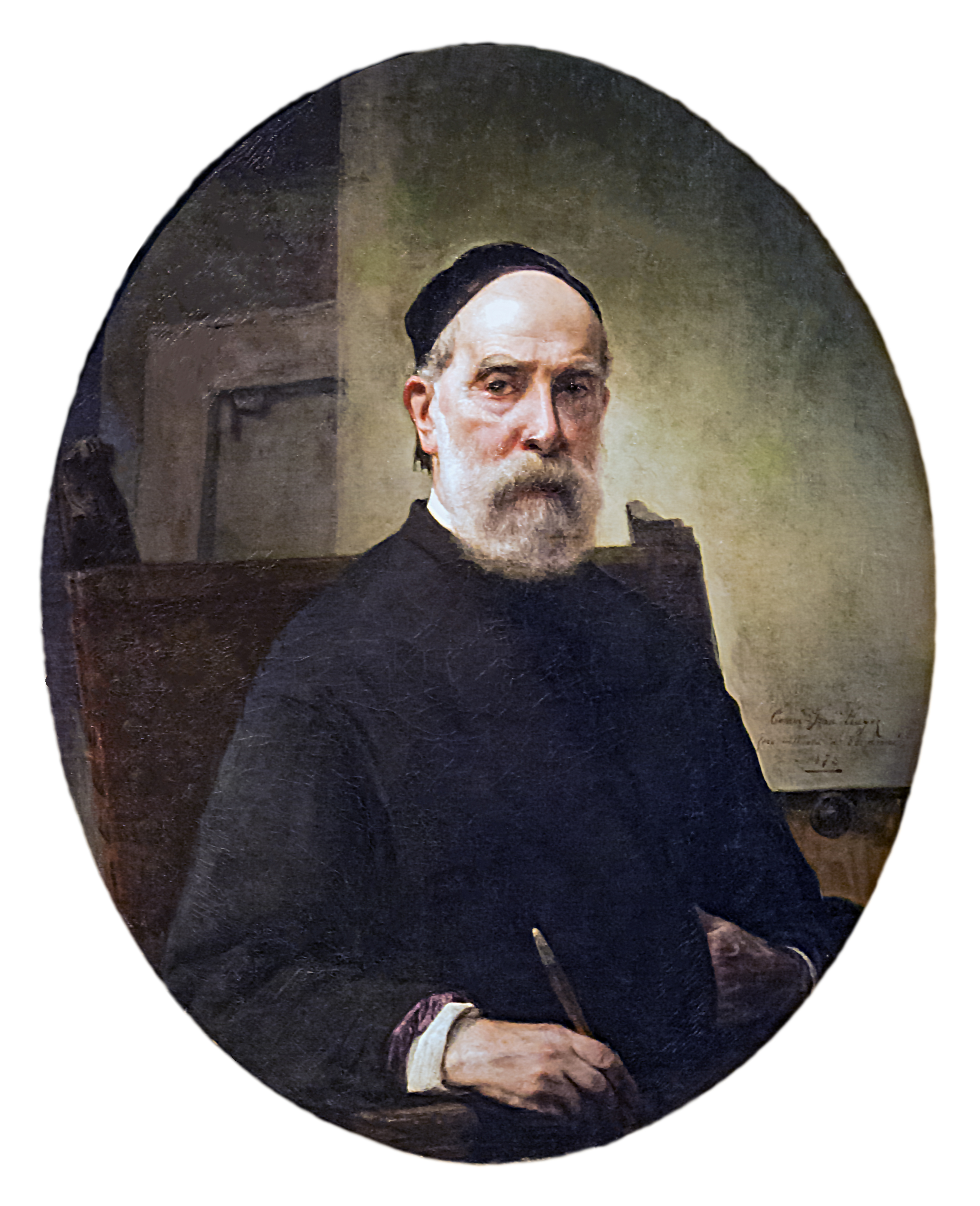
Selbstbildnis

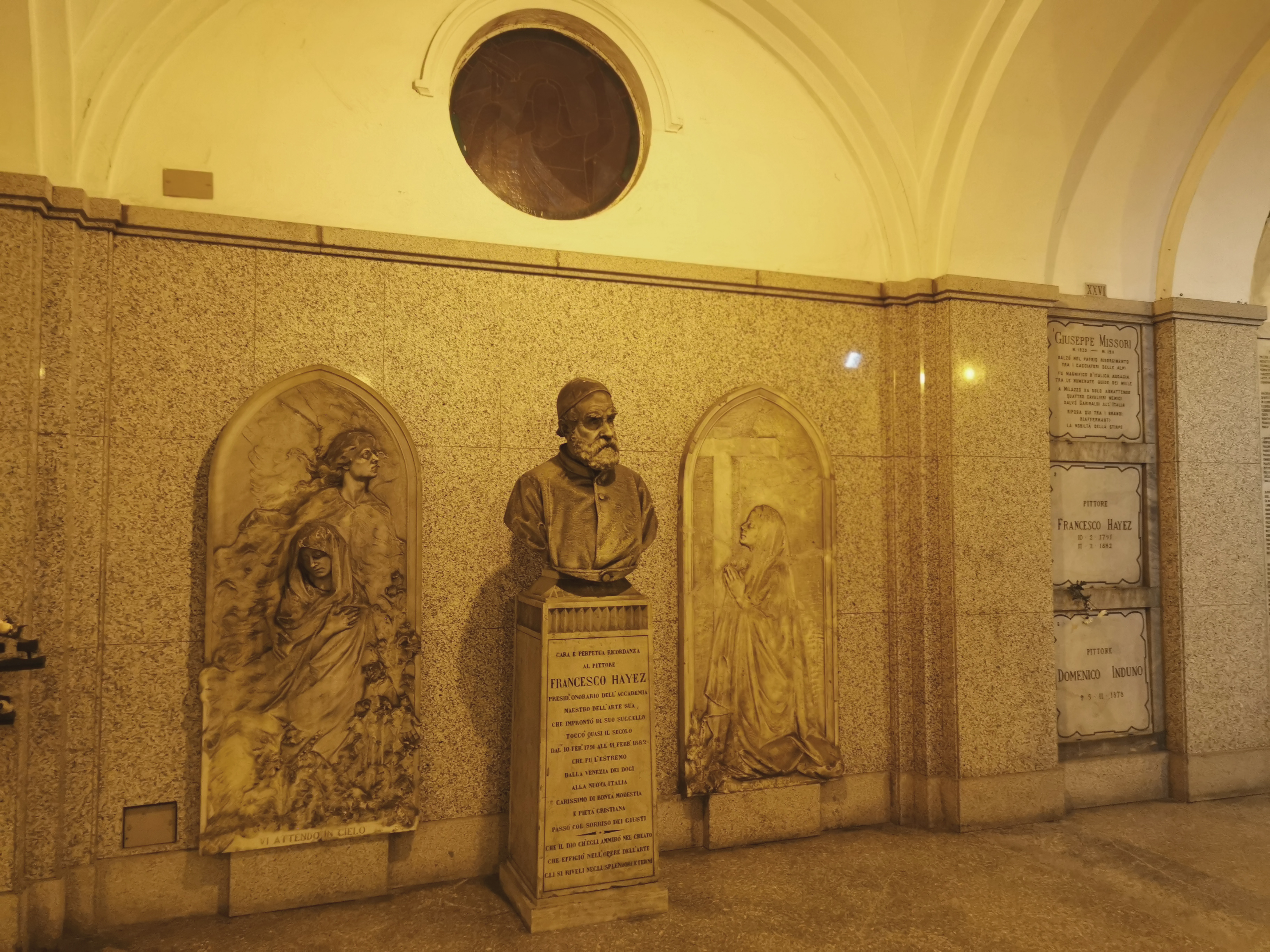
Grab mit Büste auf dem Cimitero Monumentale Mailand

Francesco Hayez [franˈtʃesko ˈaːjets] (* 10. Februar 1791 in Venedig; † 12. Februar 1882 in Mailand) war ein italienischer Maler, Historienmaler, Lithograf und Kupferstecher.

## Leben
Francesco Hayez studierte an der Accademia di Belle Arti di Venezia (Akademie für Schöne Künste) in Venedig bei Teodoro Matteini (1754–1831) und in Rom bei Pelagio Palagi (1777–1860) und bildete sich unter dem Einfluss von Antonio Canova in Rom als Klassizisten aus. Ab 1820 hielt er sich wieder in Mailand auf, er wechselte 1821 zur Schule der Romantiker über und wurde deren führender Künstler. Nachdem Hayez die ersten Preise der Akademie von San Luca und der Brera erhalten hatte, wurde er Professor an letzterer. In späteren Jahren versuchte er sich in großen Historienbildern der realistisch-historischen Richtung anzupassen. Zudem bestand sein Schaffen aus biblischen Gemälden, Bildnissen, dekorativen Fresken. Seine Gemälde sind durch romantische Zartheit der Form und Wahrheit des Ausdrucks ausgezeichnet, weniger durch das allzu weiche Kolorit.
Viele Werke von Hayez enthalten verborgene Botschaften, meistens werden politische Hintergründe allegorisch verschlüsselt. Hayez stand für den Kampf um die nationale Einheit (Risorgimento) und die romantischen Vorstellungen, die mit ihr auch einhergingen.

## Werke (Auswahl)
In seinen Bildnissen zeigt er mehr fotografische als künstlerische Wahrheit, wie in dem Cavours. Sein berühmtestes Bild ist Der Kuss, 1859, Mailand, Brera.
Seine Hauptwerke sind:
- Graf Carmagnola, dem sein Todesurteil verkündigt wird
- die Sizilianische Vesper
- Pietro Rossi
- Maria Stuart, das Schafott besteigend
- Peter der Einsiedler
- die letzten Augenblicke des Marino Faliero
- Vittorio Pisani, aus dem Kerker zum Oberbefehl berufen
- 22 Blätter zu Sir Walter Scotts Ivanhoe (Mail. 1834)
- Flucht der Bianca Capello (Berlin, Nationalgalerie)
- Verborgene Anklage, 1847–1848, Musei civici di Pavia[4]
- Rinaldo e Armida, 1812–1813, Galleria dell’ Accademia, Venedig

## Galerie

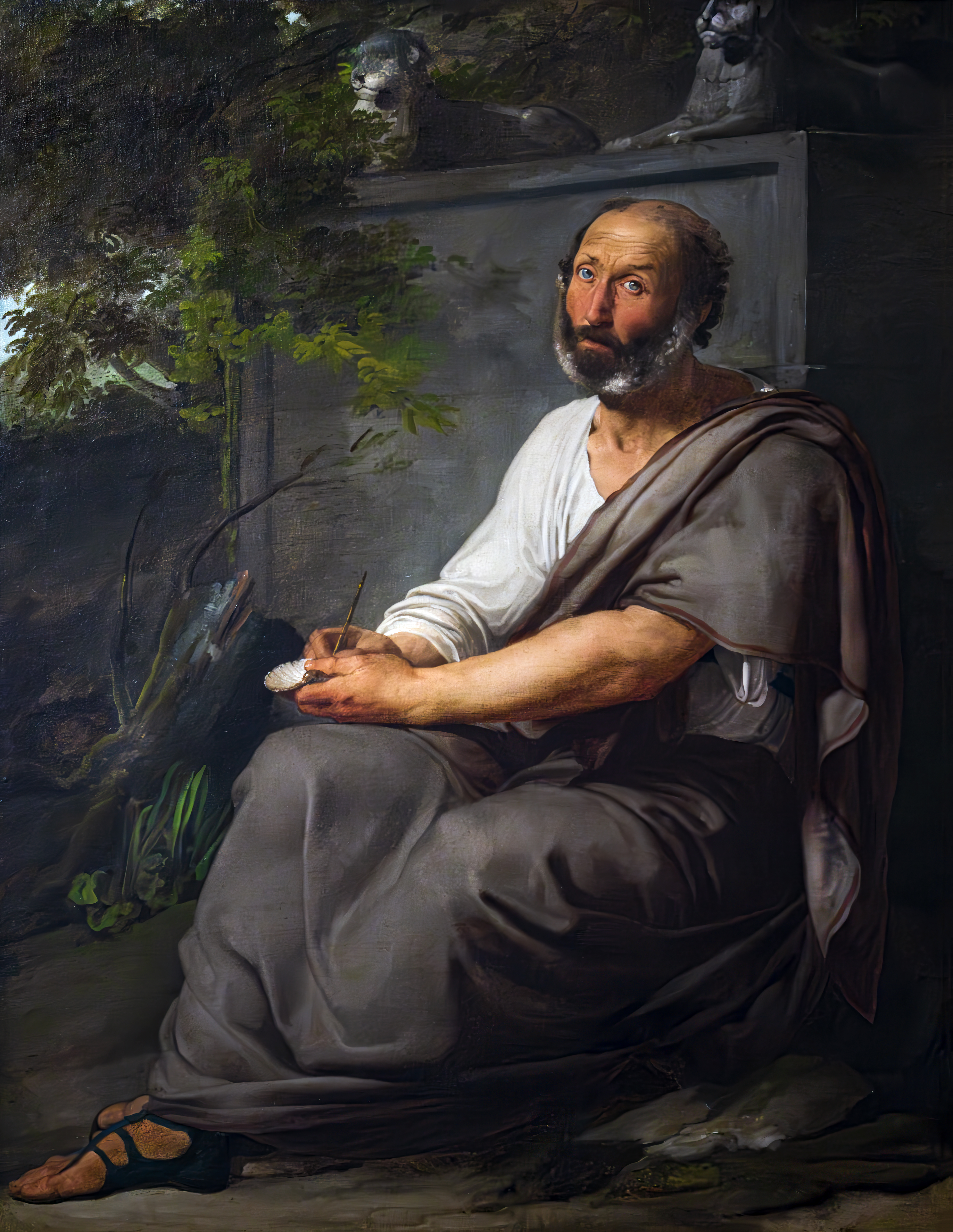
Aristoteles
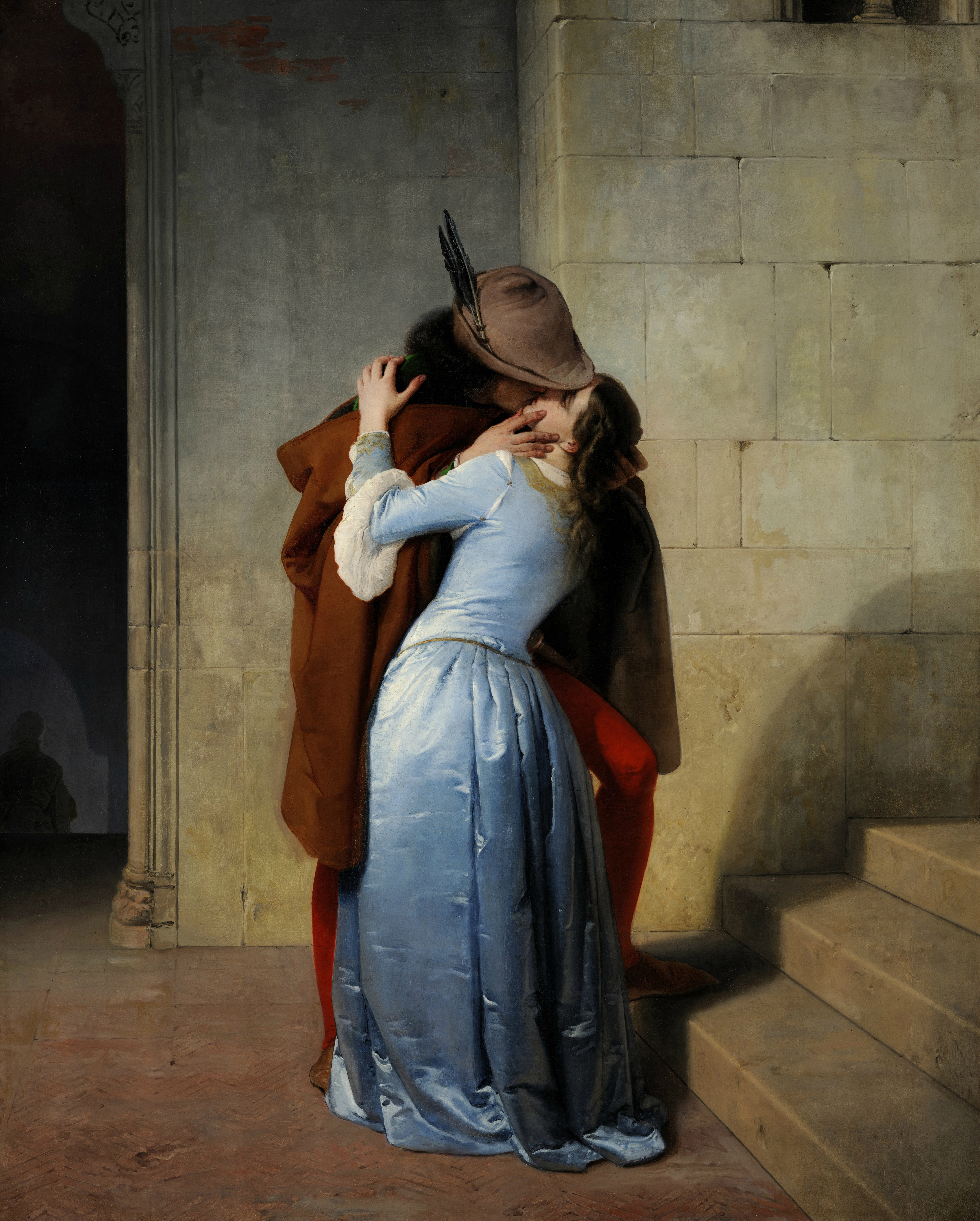
Der Kuss
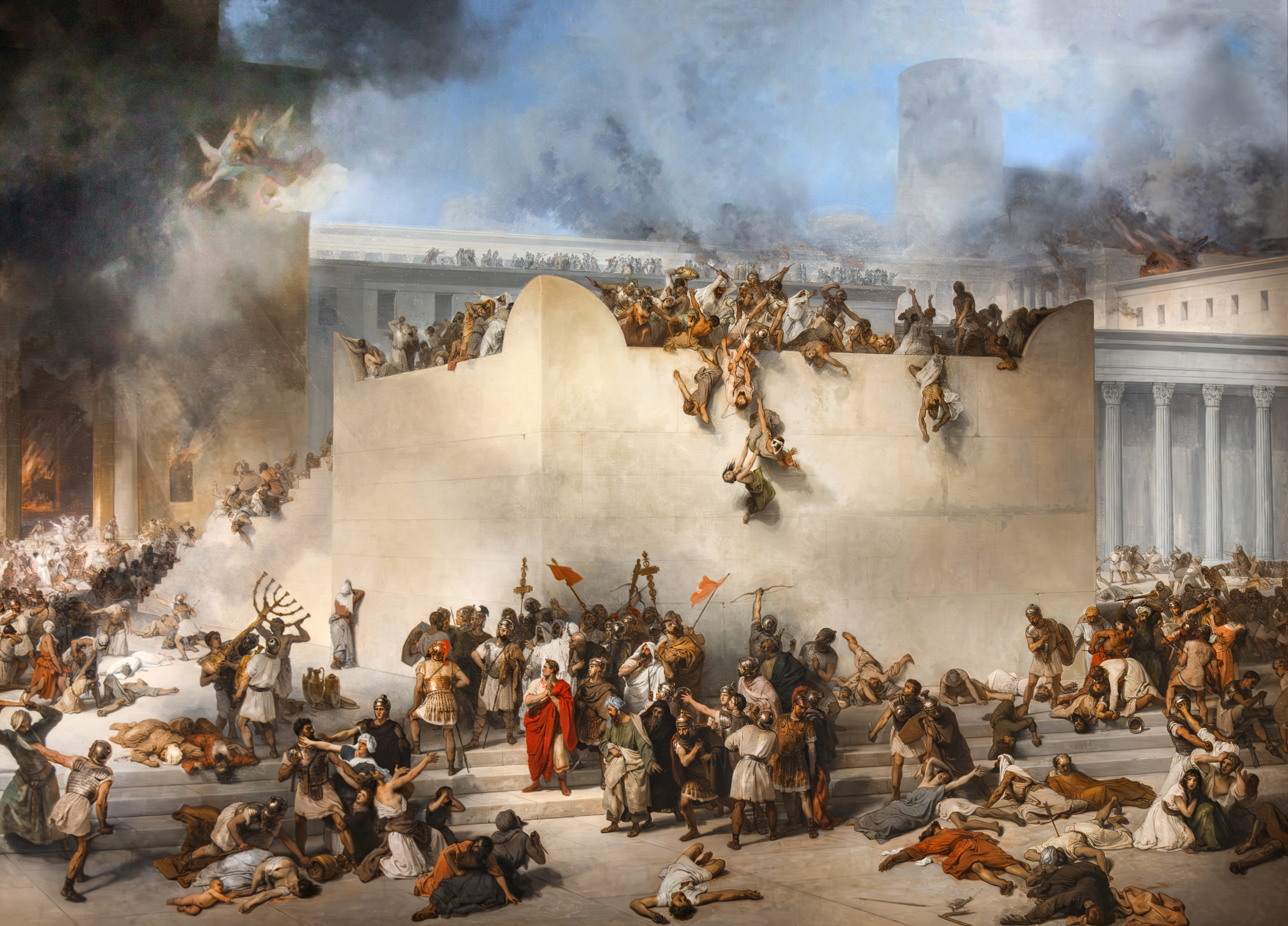
Die Zerstörung des Tempels von Jerusalem
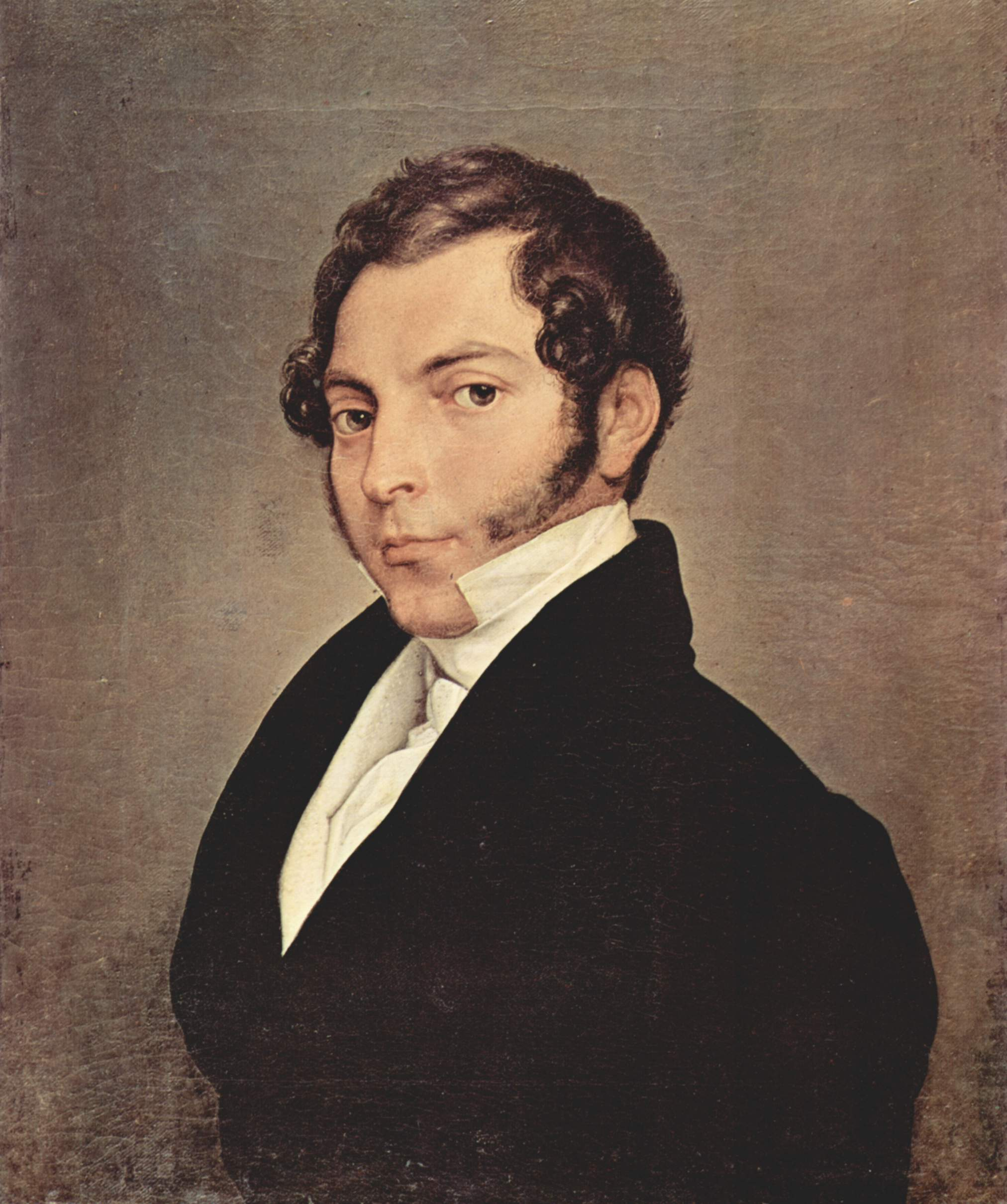
Mann mit Vatermörder (1825)
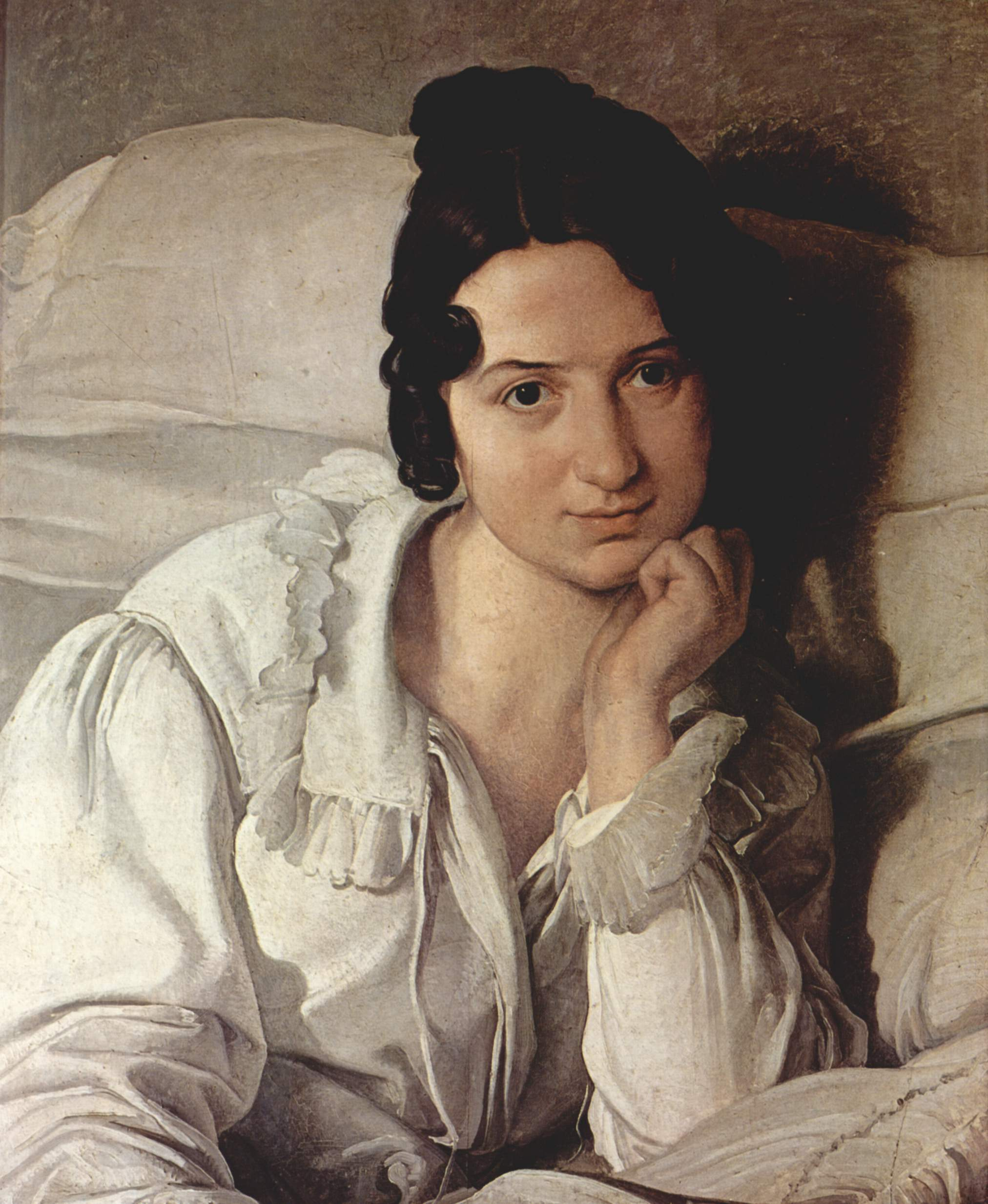
Die Kranke (Porträt der Carolina Zucchi)